# Coregonus tugun
Coregonus tugun är en fiskart som först beskrevs av Pallas, 1814.  Coregonus tugun ingår i släktet Coregonus och familjen laxfiskar.

## Underarter
Arten delas in i följande underarter:
- C. t. lenensis
- C. t. tugun